# Cheemanagaripalli, Bagepalli
Cheemanagaripalli là một làng thuộc tehsil Bagepalli, huyện Kolar, bang Karnataka, Ấn Độ.